# Rift ouest-européen

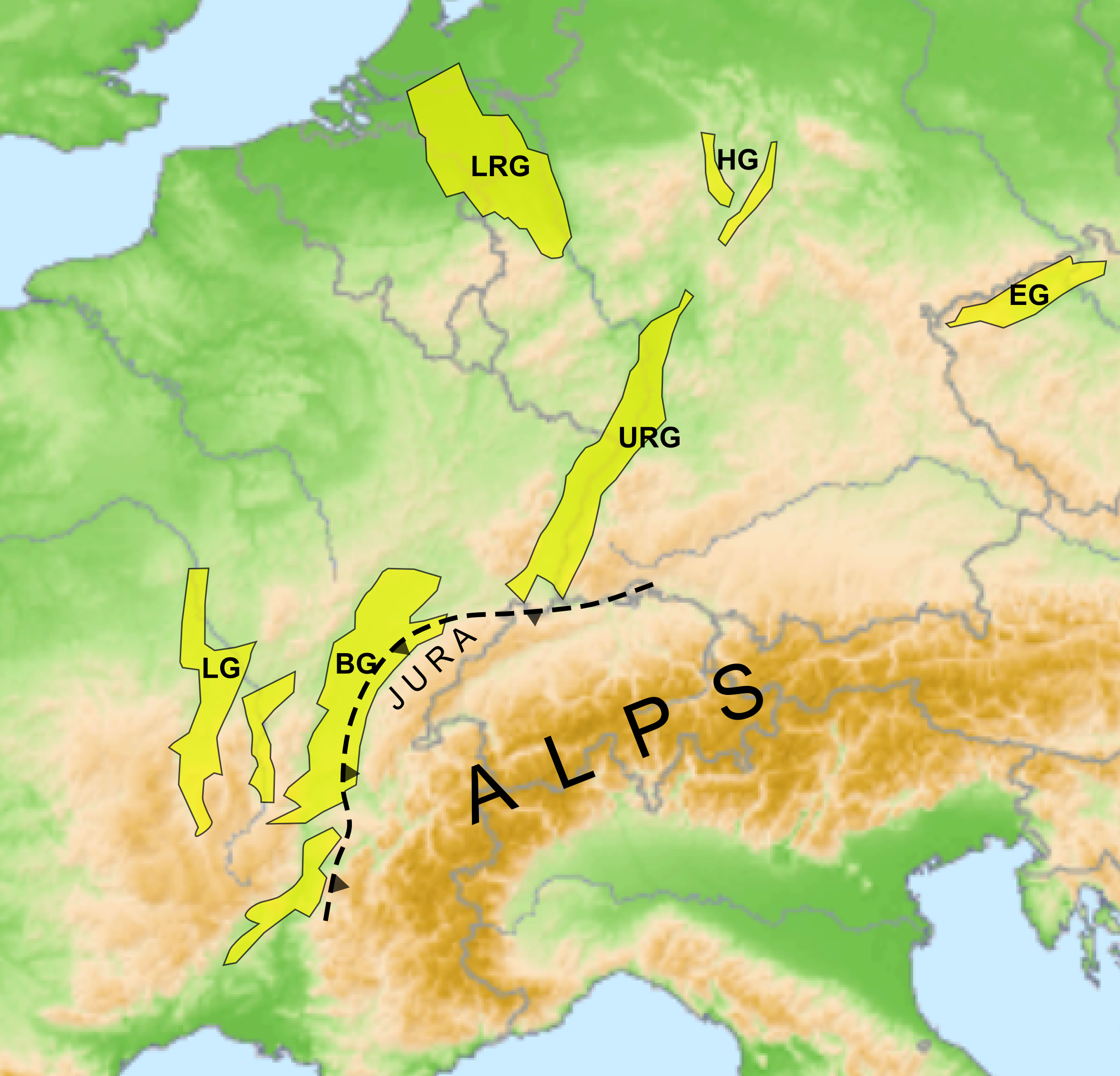
Carte montrant les principaux grabens : LG=Graben de Limagne, BG=Bresse Graben, URG= Fossé rhénan, LRG=Lower Rhine Graben, HG=Hessian Grabens & EG=Eger Graben.

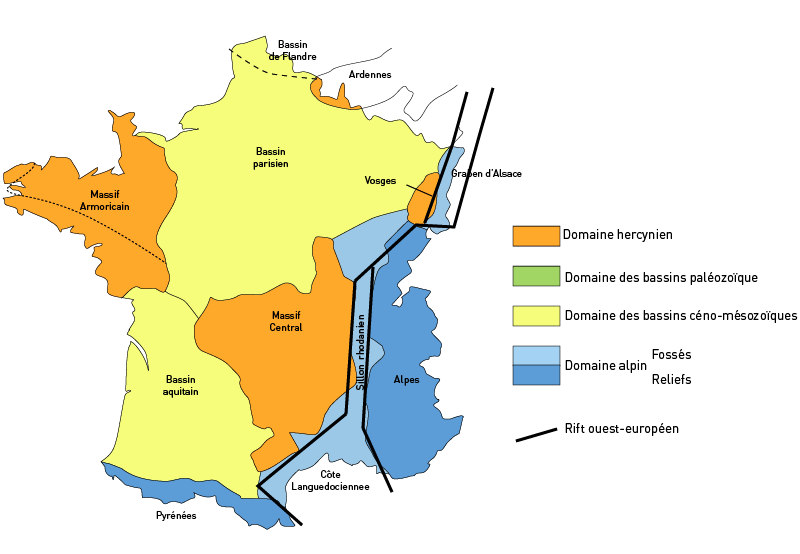
Une partie du ROE dans la France métropolitaine.

Le rift ouest-européen (abrégé en ROE) est un système de grabens intracontinentaux qui traverse l'Europe occidentale.
La formation de ce rift est à l'origine des provinces volcaniques cénozoïques de l'Europe occidentale, telles que le Massif central ou l'Eifel, et induit l'approfondissement des aires subsidentes qui favorise la transgression de la mer oligocène.
Il s'étend sur plus de 1 000 km de la Bohême (graben de l'Eger) jusqu'au couloir rhodanien, en suivant la courbure de l'arc alpin. Il est prolongé au nord-ouest par le rift de la mer du Nord et au sud par le rift nord-ouest méditerranéen.

## Situation géographique et géologique
Le rift ouest-européen traverse, de façon subméridienne, l'Europe occidentale depuis la Méditerranée jusqu'à Oslo avec un rameau vers la mer du Nord à partir de Cologne.

## Provinces géologiques

### Massif central
Dans le Massif central le rift a conduit à la formation de la faille de Limagne, séparant à l'ouest le plateau des Dômes et à l'est le graben de Limagne. Le comblement sédimentaire du graben a donné les terres fertiles de la plaine de Limagne. Du côté du Massif central, l'enfoncement du graben a mené, en activant l'activité magmatique, à un important volcanisme duquel résultent les volcans monogéniques constituant la chaîne des Puys. La grande visibilité de cet ensemble géologique (graben, faille, plateau et volcanisme) à conduit à son classement au patrimoine mondial en tant que Haut lieu tectonique Chaîne des Puys - faille de Limagne.

## Histoire tectonique
Ces grabens se sont formés durant le Cénozoïque à l'avant de la chaîne alpine qui est spatialement et temporellement connectée au rift, une grande partie des grabens étant disposés concentriquement autour du front alpin. La formation d'une profonde racine constituée de manteau lithosphérique sous les Alpes est en effet à l'origine d'un rifting passif par extension de la lithosphère adjacente puis d'un rifting actif par érosion thermique à la base de cette zone lithosphérique adjacente.

## Volcanisme associé

### Volcanisme du massif Central
« Le Massif central est la plus importante province magmatique liée à cet épisode de rifting. Le volcanisme de cette province peut être séparé en trois épisodes successifs » (magmatisme pré-rift, syn-rift, post-rift).

## Relations entre le rift ouest-européen et l'orogenèse alpine
Les datations géochronologiques sur le métamorphisme de type HP-BT des zones internes de la chaîne alpine révèlent que la formation de sa racine crustale date de la fin de l'Éocène, tandis que la progression des déformations vers l'ouest se poursuit à l'Oligocène. Elles montrent que le paroxysme de l'orogenèse alpine est contemporain de la formation des grabens et de la sédimentation du rift ouest-européen.
La création de la racine crustale est due à la collision entre deux lithosphères continentales : la lithosphère eurasiatique et la lithosphère apulienne (associée à la lithosphère africaine). La déformation de la croûte continentale et du manteau lithosphérique sont découplées à l'interface entre la croûte et le manteau, provoquant la formation d'empilements d'écailles crustales, puis d'une racine lithosphérique sous-jacente. Cette dernière est exclusivement constituée de manteau lithosphérique, qui se révèle plus dense que le manteau asthénosphérique sous-jacent ; cette différence de densité fait que la racine exerce une pression gravitaire verticale sur l'intégralité du système en compression. Cette force de volume permet la poursuite des mouvements compressifs dans la croûte sus-jacente qui s'accompagnent de mouvements extensifs dans la croûte adjacente et de flambage. La pression exercée par la racine lithosphérique sur l'asthénosphère provoque un fluage de cette dernière, qui est expulsée latéralement et remonte vers la croûte adjacente au système compressif ; la racine étant asymétrique, la remontée asthénosphérique ne se fait qu'à l'aplomb de la lithosphère plongeante. En conséquence, la base de la lithosphère adjacente au système compressif reçoit un apport de matériel asthénosphérique chaud qui peut provoquer une érosion thermo-mécanique de cette même lithosphère qui est alors amincie. À la suite de cet amincissement, une phase volcanique peut se développer au niveau de l'anomalie thermique, et la lithosphère peut subir une surrection liée à un réajustement isostasique.